# Doug Wimbish
Doug Wimbish (* 22. září 1956) je americký baskytarista. Narodil se v Hartfordu ve státě Connecticut a ve svých dvanácti letech začal hrát na kytaru. K baskytaře přešel o dva roky později. V roce 1992 se stal členem skupiny Living Colour, která se o tři roky později rozpadla. Od roku 2000, kdy byla obnovena, s ní opět vystupoval. V letech 1999 a 2008 vydal dvě sólová alba: Trippy Notes for Bass a CinemaSonics. Během své kariéry spolupracoval s mnoha dalšími hudebníky, mezi které patří například Little Axe, Tarja Turunen, Jeff Beck či skupina The Rolling Stones.